# Filipeștii de Pădure
Filipeștii de Pădure es una comuna ubicada en el distrito de Prahova, Rumania.

## Superficie
Posee una superficie de 48,64 kilómetros cuadrados.

## Demografía
Hasta 2021 la población era de 9736 habitantes, con una densidad de población de 200,2 habitantes por kilómetro cuadrado.